# تامر کاراداغلی
تامر کاراداغلی (ترکی استانبولی: Tamer Karadağlı؛ زادهٔ ۲۴ مهٔ ۱۹۶۷) هنرپیشه اهل ترکیه است. وی از سال ۱۹۹۲ میلادی تاکنون مشغول فعالیت بوده‌است.
از فیلم‌ها یا برنامه‌های تلویزیونی که وی در آن نقش داشته‌است می‌توان به اندکی ادویه اشاره کرد.